# 2017-es Tour de Hongrie
A 2017-es Tour de Hongrie a sorozat történetének 38. versenye, melyet június 27. és július 2. között bonyolítottak le. A verseny az UCI-tól 2.2-es besorolást kapott.

## A szervezés
A rendezők tájékoztatása szerint, a nagy érdeklődésre tekintettel, a rajt- és célállomások helyszínére jelentkezők közül pályázat után választották ki a lehetőséget elnyerő településeket. A versenyen hatfős csapatok indulhatnak. 22 csapat nevezését fogadták el.

## Szakaszok
| Szakasz | Végpontok   | Végpontok    | Hossz  |                 | Jelleg          | Időpont               | Szakaszgyőztes         |
| Szakasz | Rajt        | Cél          | Hossz  |                 | Jelleg          | Időpont               | Szakaszgyőztes         |
| ------- | ----------- | ------------ | ------ | --------------- | --------------- | --------------------- | ---------------------- |
| Prológ  | Szombathely | Szombathely  | 1 km   | egyéni időfutam | egyéni időfutam | június 27., kedd      | Scott Sunderland (AUS) |
| 1.      | Keszthely   | Zalaegerszeg | 145 km |                 |                 | június 28., szerda    | törölve                |
| 2.      | Velence     | Siófok       | 140 km |                 |                 | június 29., csütörtök | Žiga Jerman (SLO)      |
| 3.      | Paks        | Cegléd       | 181 km | sík szakasz     | sík szakasz     | június 30., péntek    | Matti Manninen (FIN)   |
| 4.      | Karcag      | Miskolc      | 178 km | közepes szakasz | hegyi szakasz   | július 1., szombat    | Daniel Jaramillo (COL) |
| 5.      | Jászberény  | Budapest     | 116 km | sík szakasz     | sík szakasz     | július 2., vasárnap   | Scott Sunderland (AUS) |

### Útvonal
prológ: Szombathely, Iseum – Thököly Imre utca – Szent Márton utca – Szombathely, Fő tér

1. szakasz:Keszthely – Alsópáhok – 75-ös út-76-os út csomópont – Zalavár – Hídvégi-tó – Zalakoppány – Zalaudvarnok – Kisgörbő – Óhíd – Sümegcsehi – Sümeg – Mihályfa – Türje – Zalaszentgrót – Zalabér – Nekeresd – Zalaegerszeg

2. szakasz: Velence – Gárdony – Pákozd – Velence – Vereb – Székesfehérvár – Sárszentmihály – Berhida – Lepsény – Siófok

3. szakasz: Paks – Dunakömlőd – Madocsa – Dunaföldvár – Solt – Szalkszentmárton – Kiskunlacháza – Inárcs – Újhartyán – Nyáregyháza – Dánszentmiklós – Albertirsa – Csemő – Cegléd

4. szakasz: Karcag – Kunmadaras – Tiszaörs – Tiszafüred – Poroszló – Borsodivánka – Ároktő – Hejőkeresztúr – Muhi – Sajópetri – Kistokaj – Miskolc – Bükkszentkereszt – Hollóstető – Miskolc-Lillafüred– Miskolc

5. szakasz: Jászberény – Jászfényszaru – Zsámbok – Tura – Bag – Aszód – Galgamácsa – Veresegyház – Fót – Dunakeszi – Budapest, Váci út – Budapest, Dózsa György út – Budapest, Városliget 5 kör